# پاتریک آنسون، پنجمین ارل لیچفیلد
پاتریک آنسون، پنجمین ارل لیچفیلد (انگلیسی: Patrick Anson, 5th Earl of Lichfield؛ ۲۵ آوریل ۱۹۳۹ – ۱۱ نوامبر ۲۰۰۵) عکاس، سیاستمدار و اشراف‌زاده اهل بریتانیا بود. او در مناسبات حرفه‌ای خود را پاتریک لیچفیلد می‌نامید.